# Raúl Bustos Zavala
Raúl Antonio Bustos Zavala (Los Andes, 5 de abril de 1963) es un cientista jurídico y bombero chileno. Ejerció desde el 2018 como Presidente de la Junta Nacional de Bomberos de Chile hasta mediados del 2022 desde entonces es Presidente Nacional Honorario de Bomberos de Chile.

## Biografía

### Primeros años
Nació el 5 de abril de 1963, en la entonces ciudad de Santa Rosa de Los Andes, Región de Valparaíso. En el año 1968 se trasladó junto a sus padres a vivir en la ciudad de Linares, Región del Maule, en donde desarrolló sus estudios básicos y enseñanza media.

### Estudios
Es egresado de la carrera de ciencias jurídicas y sociales de la Pontificia Universidad Católica (PUC), con especialización en asesoría laboral de empresas, Bustos además, es asesor jurídico en diversas compañías.

### Vida personal
Está casado con Ximena Beatriz Vega Godoy, y dentro de sus hobbies se encuentra el kayakismo en mar, realizando expediciones a lugares remotos, y las prácticas de andinismo y escalada en roca.

## Trayectoria bomberil
Raúl Bustos es voluntario de Bomberos de Chile desde el 16 de enero de 1990, cuando ingresó a la 1ª Compañía del Cuerpo de Bomberos de Linares. En 1994 fue designado secretario de su Compañía y Secretario General de la Institución los años 1995, 1996 y 1998. El año 1996 fue fundador de la 5ª Compañía del Cuerpo de Bomberos de Linares, a la cual se trasladó el mismo año y fue su Director durante 1999, 2000 y 2001. 
Entre sus cargos bomberiles más importantes destaca su trabajo como Superintendente del Cuerpo de Bomberos de Linares entre los años 2002 y 2012; como presidente regional del Consejo de Bomberos de Maule los años 2011 y 2012; y Secretario Nacional de Bomberos de Chile entre los años 2012 y 2018.presidente de la Junta Nacional de Bomberos de Chile desde 2018 a la actualidad

Como bombero su carrera se ha visto enmarcada en los procesos de estandarización operativa, siendo fundador de la 5ª Compañía de Especialidades del Cuerpo de Bomberos de Linares y actualmente Director Honorario. Desempeña la función de Delegado Nacional para el Sistema Nacional de Operaciones (SNO) desde el año 2010. Es instructor de la Academia Nacional de Bomberos de Chile (ANB) en el área de Rescate Urbano y ha sido líder en la implementación del Sistema Nacional USAR en Bomberos de Chile, representando a la institución ante INSARAG-ONU.